# Ragby na Letních olympijských hrách 2024
Turnaje sedmičkového ragby mužů a žen na Letních olympijských hrách 2024 se odehrávají od 24. do 30. července na Stade de France.

## Mužský turnaj
| Zlato   | Stříbro | Bronz                 |
| Francie | Fidži   | Jihoafrická republika |

## Ženský turnaj
| Zlato       | Stříbro | Bronz |
| Nový Zéland | Kanada  | USA   |